# اندریک
اَنْدِریک روستایی در دهستان قائن بخش مرکزی شهرستان قائنات استان خراسان جنوبی ایران است.
یکی ار خوراکی های خوشمزه این روستا و روستاهای اطراف آن قروت نام دارد.
شغل مردم روستا کشاورزی و دامداری است.

## جمعیت
بر پایه سرشماری عمومی نفوس و مسکن در سال ۱۳۹۵ جمعیت این روستا ۵۵۳ نفر (در ۱۶۹ خانوار) بوده است.